# Kruijenita
La kruijenita és un mineral de la classe dels sulfats. Rep el nom en honor del col·leccionista holandès de minerals d'Eifel Fred Kruijen (nascut el 1956). És autor de nombrosos articles en publicacions periòdiques científiques i és un experimentat fotògraf micro-mineral.

## Característiques
La kruijenita és un sulfat de fórmula química Ca₄Al₄(SO₄)F₂(OH)16·2H₂O. Va ser aprovada com a espècie vàlida per l'Associació Mineralògica Internacional l'any 2018, sent publicada per primera vegada el 2019. Cristal·litza en el sistema tetragonal. La seva duresa a l'escala de Mohs és 3. Es troba químicament relacionada amb la creedita i la chukhrovita-(Ca).
L'exemplar que va servir per a determinar l'espècie, el que es coneix com a material tipus, es troba conservat a les col·leccions del Museu Mineralògic Fersmann, de l'Acadèmia de Ciències de Rússia, a Moscou (Rússia), amb el número de registre: 5233/1.

## Formació i jaciments
Va ser descoberta a Feuerberg, Hohenfels-Essingen, dins el districte de Vulkaneifel (Renània-Palatinat, Alemanya), on es troba en cavitats en forma de cristalls tetragonals prismàtics llargs de fins a 0,1 mm × 1 mm, típicament combinats en agregats radiants o de manera aleatòria. Es tracta de l'únic indret de tot el planeta on ha estat descrita aquesta espècie mineral.